# Парадокс Леонтьєва
Парадокс Леонтьєва (англ. Leontief's paradox) — спостереження, що спростувало теорему Хекшера-Оліна при аналізі зовнішньої торгівлі США за 1947 р. Розв'язування парадокса Василя Леонтьєва полягає в тому, що коректне дослідження вимагає не двофакторну, а багатофакторну модель зовнішньої торгівлі.
Василь Леонтьєв перевіряв той факт, що США (найбільш наділена капіталом країна) експортує капіталомісткі, а імпортує трудомісткі товари. Однак виявилось, що американська продукція, яка конкурує з імпортованою, потребує на 30% більше капіталу на 1 робітника, ніж американська експортна продукція.
Отже, Парадокс Леонтьєва полягає в тому, що всупереч теорії Хекшера-Оліна, країни, що мають надлишок праці, експортують капіталомістку продукцію, і навпаки. Однак парадокс Леонтьєва не дав відповіді на численні запитання. Але, попри деякі умовності у розрахунках Леонтьєва (розрахунки не реального імпорту, а імпортозаміщення, специфіка післявоєнного періоду тощо), а також попри неодноразові спроби спростувати Парадокс Леонтьєва як самим Леонтьєвим, так і іншими вченими, це явище у практичному плані є актуальним і на сьогодні.
Багато економістів вважають що США має перевагу у висококваліфікованих працівниках більшу ніж у капіталі. Капітал може розглядатися ширше, якщо вважати робочу силу «капіталом». За цією ознакою капіталомісткий експорт є висококваліфіковано-трудомістким. 